# Cerâmica saramenha
Cerâmica saramenha é um tipo de cerâmica de origem portuguesa produzido em algumas cidades brasileiras do estado de Minas Gerais.

## Histórico
A origem aceita da Cerâmica Saramenha é de que sua produção teria começado no século XIX em um lugar conhecido como Chácara Saramenha, da qual herdou o nome, localizada a 3 Km de Ouro Preto.
Também há uma versão de que a técnica de vitrificação teria sido trazida de Portugal por padre Viegas e incorporada à cerâmica primitiva já produzida no Brasil
De aspecto e grosseiro, já teria sido narrada dessa forma pelo viajante francês Auguste de Saint-Hilaire. Cerca de um século depois a cerâmica começaria a ser valorizada por colecionadores de arte.
Escavações foram realizadas em Ouro Preto, onde foram encontradas várias peças como castiçais, bilhas, canecas, paliteiros, saleiros, candeias e urinóis. A pesquisadora do Museu Nacional de Cerâmica, Antoniette Fay, revelou em ações investigativas do IPHAN que há semelhança de estilo com uma louça antiga da região francesa de Bouvais.
A partir da última década de 70, ganhou valorização internacional após exemplares serem levados à Exposição Internacional de Bruxelas.

## Características e usos
A técnica de produção da cerâmica saramenha utiliza um barro escuro.O aspecto vidrado da cerâmica é obtido por meio de um verniz especial feito a partir de pigmentos metálicos. Seu emprego ocorre antes da peça ir ao forno pela segunda vez. O verniz seria um óxido de ferro, mas também há o emprego conjunto de pedra moída.
Pela análise de inventários relativos ao século XIX em Ouro Preto, há indícios de que o uso de exemplares fosse mais empregado nas cozinhas e com menos frequência em salas de jantar na composição de aparelhos de louças para refeições, mas atualmente seu uso não tem destinação específica.

## Locais de produção
Nas últimas décadas, sua produção era encontrada nas cidades de Ouro Preto, Sabará, Santa Luzia, Mariana, Caeté, Barão de Cocais e Santa Bárbara, mas a produção tem ficado restrita a alguns locais. A produção em Ouro Branco, na Casa do Artesão Mestre Bitinho, formada por cerca de 18 artesãos, é uma considerada a única unidade restantes a desenvolver a técnica. O nome do espaço foi dado a um artesão falecido em 1998 que tentou deixar a técnica do ofício a outros artesãos. 
O escasseamento teria sido gerado pela concorrência com cerâmicas de origem inglesa.